# Mark Keyloun
Mark Keyloun est un acteur américain, né le 20 décembre 1960 à Brooklyn (État de New York, États-Unis).

## Filmographie
- 1980 : Those Lips, Those Eyes : Hlavacek
- 1982 : Forty Deuce : Blow
- 1983 : Le Retour de l'inspecteur Harry (Sudden Impact) : Officer Bennett
- 1984 : Gimme an 'F' : Roscoe McGuinn
- 1984 : Mike's Murder : Mike
- 1985 : Evergreen (mini-série télé)
- 1986 : Separate Vacations : Jeff Ferguson
- 1988 : Les Orages de la guerre (War and Remembrance) (feuilleton TV) : Ens. Billy Quayne
- 1989 : Prime Suspect : Sgt. Blaze